# Stornäset
För andra betydelser, se Stornäset (olika betydelser).
Stornäset är ett 149 hektar stort naturreservat på nordöstra Alnön, vars främsta syfte är att bevara goda häckningsmiljöer och vad som anses vara en av länets mest värdefulla rastplatser för flyttande fåglar. Reservatet bildades 1968 och utökades 2016 med ytterligare 40 hektar.
Stornäset har anor från 1500-talet och var redan på 1700-talet en stor jordbruksegendom. Åren 1897-1924 bedrevs ett av Alnös många sågverk här. Alnö kommun köpte sedan jordbruksfastigheten och byggde Stornäsets försöjningshem 1925, på den plats där jordbrukets herrgård legat innan den brann ner 1924. I början av 2000-talet planerades en golfbana i närheten men det blev aldrig verklighet.
Försöjningshemmet var både ålderdomshem och senare behandlingshem för missbrukare. Det blev senare pensionat och vandrarhem som numera är nedlagt.